# Schwarzer Schnegel

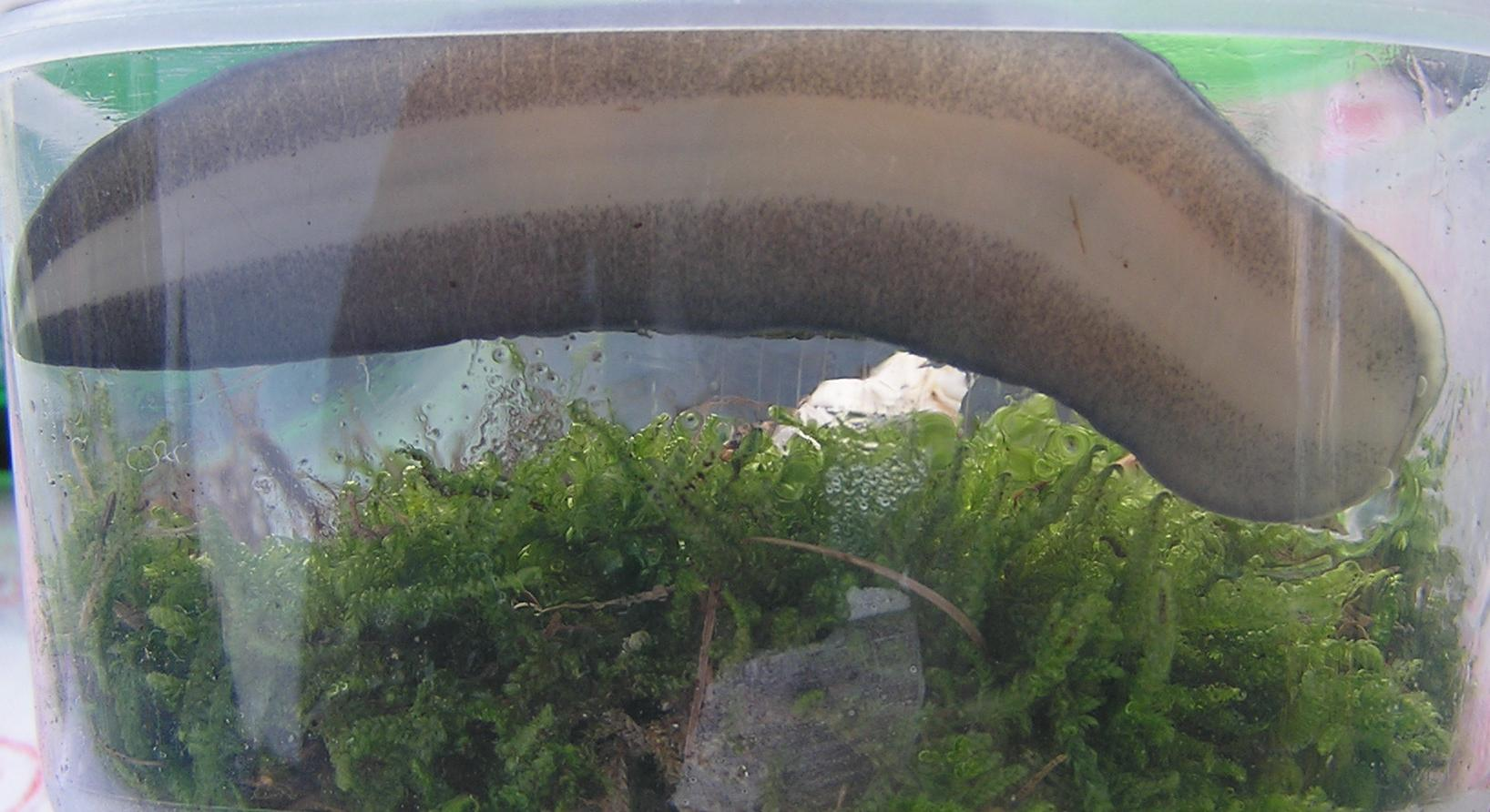
Fußsohle mit drei Feldern

Der Schwarze Schnegel (Limax cinereoniger) ist eine Nacktschnecken-Art aus der Familie der  Schnegel (Limacidae), die zu den Landlungenschnecken (Stylommatophora) gehört. Mit einer Länge bis zu 20 cm, einige Autoren geben eine Länge bis 30 cm an, ist es die größte bisher bekannte Nacktschneckenart. Das Taxon ist etwas problematisch, da sich einige vermeintliche Synonyme doch als eigenständige Arten erwiesen haben. Auch ist die überwiegend schwarze Grundfärbung mit helleren Partien wenig diagnostisch, schwarze Schnegelarten kommen vor allem im Gebirge vor. Aus diesem Grund ist die in der Literatur angegebene geographische Verbreitung über fast ganz Europa recht unsicher.

## Merkmale
Der Schwarze Schnegel kann ausgewachsen eine Länge von über 20 cm erreichen und ist damit eine der größten Landnacktschneckenarten Europas. Kerney et al. (1983) und Bogon (1990) geben Längen bis 30 cm an. Wiktor bestätigt in seiner Monographie die Länge von bis zu 20 cm, fand in Polen jedoch nur Exemplare bis 16 cm. Der Körper ist relativ schlank, der Mantel(schild) vergleichsweise kurz; er nimmt nur etwa ¼ der (Gesamt-)Körperlänge ein und ist meist einheitlich schwarz gefärbt. Der Kiel reicht von der Schwanzspitze bis über die Hälfte oder bis ⅔ der Körperlänge, er ist farblich meist gut erkennbar hell abgesetzt. Es gibt aber auch Exemplare, die völlig einfarbig schwarz sind.
Die Farbe variiert beträchtlich und reicht von graubraun, über fleckig-gestreift, schwarzgrau bis schwarz mit schwachen, dunkleren Längsbändern auf jeder Seite, oder einem schwarzgrauen Fleckenmuster. Kaum ein Exemplar in einer Population gleicht exakt einem anderen Exemplar. Südeuropäische Populationen sind etwas bunter und heller gefärbt. Die Körperfärbung variiert auch mit dem Alter. Juvenile Exemplare sind gewöhnlich hell, cremefarben oder braun und einfarbig oder nur undeutlich gestreift. Bei jungen Exemplaren ist die Fußsohle ebenfalls einfarbig, bei älteren Exemplaren weist sie drei recht scharf begrenzte Längsstreifen auf, lateral jeweils schwarz oder grau, innen hell. Der Körper- und Fußschleim ist farblos und wässrig.
Auch die Fühler sind in der Farbe variabel; manche Exemplare haben Fühler mit zwei dunklen seitlichen Streifen, oder die Fühler sind gefleckt. Das Atemloch liegt in der hinteren Hälfte des Mantelschildes, das ein Fingerabdruck ähnliches Muster aufweist. Zwischen Mittellinie und Atemloch sind etwa 21 bis 27 schwache Furchen ausgebildet. Im Inneren des Mantelschildes befindet sich, wie bei allen Schnegeln, das Rudiment des Gehäuses, ein Schalenplättchen, das auch als Kalkspeicher dient.
Im Genitalapparat ist die Zwitterdrüse klein und länglich. Der Zwittergang im Anfangsteil fast gerade, im Endteil spiralisiert und verdickt, mit zahlreichen Einschnürungen. Der gewundene Penis ist walzenförmig, etwa gleich dick über die gesamte Länge und bis etwa körperlang. Er ist mit dem Samenleiter fast über die gesamte Länge durch ein dünnes Häutchen verbunden. Der Samenleiter ist vergleichsweise kurz, verläuft fast gerade und mündet direkt in den Apex des Penis. Ebenfalls am Apex setzt auch der Penisretraktormuskel an. Der freie Eileiter ist nur im oberen Teil dünn-röhrenförmig, im unteren Teil abrupt stark verdickt. Die Samenblase (Spermathek) ist länglich-birnenförmig mit einem kurzen, dünnen Stiel.

### Ähnliche Arten
Der Schwarze Schnegel kann leicht mit der Schwarzen Wegschnecke (Arion ater) verwechselt werden. Die Unterschiede sind: bei einer Schwarzen Wegschnecke sitzt das Atemloch in der vorderen Hälfte des Mantelschildes und der Fuß weist am Rücken keinen Kiel auf. Die Körperform des Schwarzen Schnegels ist deutlich schlanker.
Beim Tigerschnegel (Limax maximus) sind die Runzeln länger und schmaler, jedoch etwas gröber. Der Rückenkiel ist beim Schwarzen Schnegel deutlicher und der Fuß ist in der Längsrichtung dreifeldrig. Die beiden Arten unterscheiden sich auch sehr deutlich im Kopulationsverhalten. Im Genitalapparat ist der Penis bei L. maximus nur etwa halb so lang.

## Geographische Verbreitung und Lebensraum
Der Schwarze Schnegel ist in fast ganz Europa mit Ausnahme von Nordskandinavien und dem südlichen Mediterrangebiet verbreitet. In den Alpen steigt er bis 2600 m (2000 m) an, in den polnischen Gebirgen bis 2000 m und in Rumänien und Bulgarien bis 2500 m. Er bewohnt naturbelassene Wälder und Buschland, auch reine Nadelwälder, und versteckt sich unter Steinen, sich zersetzenden Baumstümpfen, unter umgestürzten Baumstämmen oder auch unter loser Rinde. In der Regel kommt er nicht in Wirtschaftswäldern vor.

## Lebensweise
Die Tiere sind nachtaktiv und ernähren sich von verschiedenen Pilz- und Algenarten und sich zersetzendem Pflanzenmaterial. Auch tote Artgenossen werden gefressen. Zur Nahrungssuche kriechen sie am Boden, aber auch mehrere Meter die Bäume hoch. Die Tiere sind bei milden Temperaturen auch im Winter aktiv.
Die etwa eine Stunde dauernde Paarung findet im Juni bis Juli meist an Bäumen statt. Nach einer oft Stunden dauernden Verfolgung eines Tieres durch ein anderes Tier kommt es zur Bildung eines Kreises durch die beiden Partner an einem für die Kopulation geeigneten Platz, meist eine senkrechte Fläche an einem Baum. Unter ständigen Lecken an den Schwanzspitzen kriechen die beiden Partner im Kreis herum; dieses Vorspiel dauert etwa 15 Minuten. Bereits während der Verfolgung können die Penisbasen in den Geschlechtsöffnungen sichtbar sein. Spätestens bei der Kreisbildung treten sie als Höcker von einem halben Zentimeter Länge deutlich hervor. Die Vorderkörper legen sich zunächst aneinander. Die Spitzen der Penes, die nun schon etwa 1 cm ausgestülpt sind, pressen sich aufeinander, wobei viel Schleim abgesondert wird. Dann heben sich die Vorderkörper ab, die Tiere belecken sich gegenseitig die jeweils vorderen Körperpartien. Die Tiere heften sich dann mit der Schwanzspitze an der Unterlage, meist an senkrechten Flächen, kopfüber fest und umwickeln sich schraubig. Nun werden die körperlangen Penes zu voller Länge (etwa 10 cm) ausgestülpt. Dieser Vorgang dauert nur Sekunden(!). Die Penes umwickeln sich nun schraubig. Dies kann nach einigen Beobachtungen auch erst nach mehreren Versuchen der Penes sich zu finden erfolgen. Haben sich die Penes nun schraubig umwickelt, wird der Endteil des Penis, das Coecum, ausgestülpt und der sogenannte Peniskamm entfaltet, der lappenartig aussieht und gekräuselte Ränder aufweist. Bereits während dieser Phase wandert das Spermapaket an die Spitze des Penis. Nur wenige Minuten nach Beginn der Ausstülpung tritt das Spermapaket aus, wird vom Kamm erfasst und an ein Drüsenfeld am anderen Penis geklebt. Dann erfolgt der umgekehrte Vorgang. Die Übertragung der Spermapakete erfolgt sehr rasch, in fünf bis zehn Sekunden. Danach legen sich die Kämme sehr dicht an die Penes an und bilden eine Tannenzapfenform. Anschließend beginnt die Verkürzung und das Einziehen sowie die Lösung der Umwicklung der Penes. Insgesamt dauert die eigentliche Kopulation nur etwa 20 bis 38 Minuten. Danach versuchen die beiden Partner sich zu trennen. Es kann bis etwa 20 Minuten dauern, bis die Penes sich völlig getrennt haben. Insgesamt dauert die Kopulation i. w. S. einschließlich Vorspiel und Nachspiel nach Künkel etwa 73 Minuten. In wenigen Fällen kommt es nach der Spermaübertragung auch noch zur Bildung eines Schleimfadens, an dem die Tiere zu Boden gleiten. Er ist jedoch nicht mit dem Schleimfaden beim Tigerschnegel zu vergleichen, der regelmäßig und vor der Begattung gebildet wird.
Die Tiere legen mehrere Eigelege ab, die aus 40 bis 250 Eiern (15 bis max. 360) bestehen können. Insgesamt legt ein Individuum in einem Jahr 400 bis 800 Eier (680 bis 840 Eier). Die Eier sind kugelig (4 bis 5 mm Durchmesser), oder auch etwas länglich (6 bis 9 mm × 4,5 bis 5,5 mm). Sie werden im Moos, nicht in die Erde abgelegt. Die Jungen schlüpfen nach 20 bis 30 Tagen (19 bis 24 Tagen). Sie sind dann gewöhnlich schon 8 bis 9 mm lang und nach 1,5 bis zwei Jahren geschlechtsreif, wenn sie eine Länge von 160 bis 190 mm erreicht haben. Sie können die erste Eiablageperiode überleben und sich im folgenden Jahr erneut fortpflanzen. Der Schwarze Schnegel kann bis zu drei Jahre alt werden und sich bei Partnermangel durch Selbstbefruchtung fortpflanzen.

## Taxonomie
Das Taxon wurde 1803 von Wolf in Sturm erstmals wissenschaftlich beschrieben. Die Typlokalität ist Oberkrumbach bei Hersbruck in Mittelfranken. Die Eigenständigkeit der Art wurde bis Anfang, z. T. bis Mitte des 20. Jahrhunderts angezweifelt und als Synonym zu Limax maximus betrachtet, obwohl Karl Künkel mit seinen Kreuzungsversuchen bereits 1916 recht eindrucksvoll nachwies, dass es sich beim Tigerschnegel und Schwarzen Schnegel um zwei verschiedene Arten handelt. Die Kreuzungsversuche, bei denen immer je ein Exemplar von Limax maximus und Limax cinereoniger zusammen in ein Terrarium gesetzt wurden, endeten immer damit, dass der Tigerschnegel den Schwarzen Schnegel auffraß oder zumindest anfraß und tötete.

## Gefährdung
Die Art gilt in Oberösterreich als potenziell gefährdet. Auch in England sind die Bestände rückläufig, vor allem durch die derzeitige intensive Forstwirtschaft.

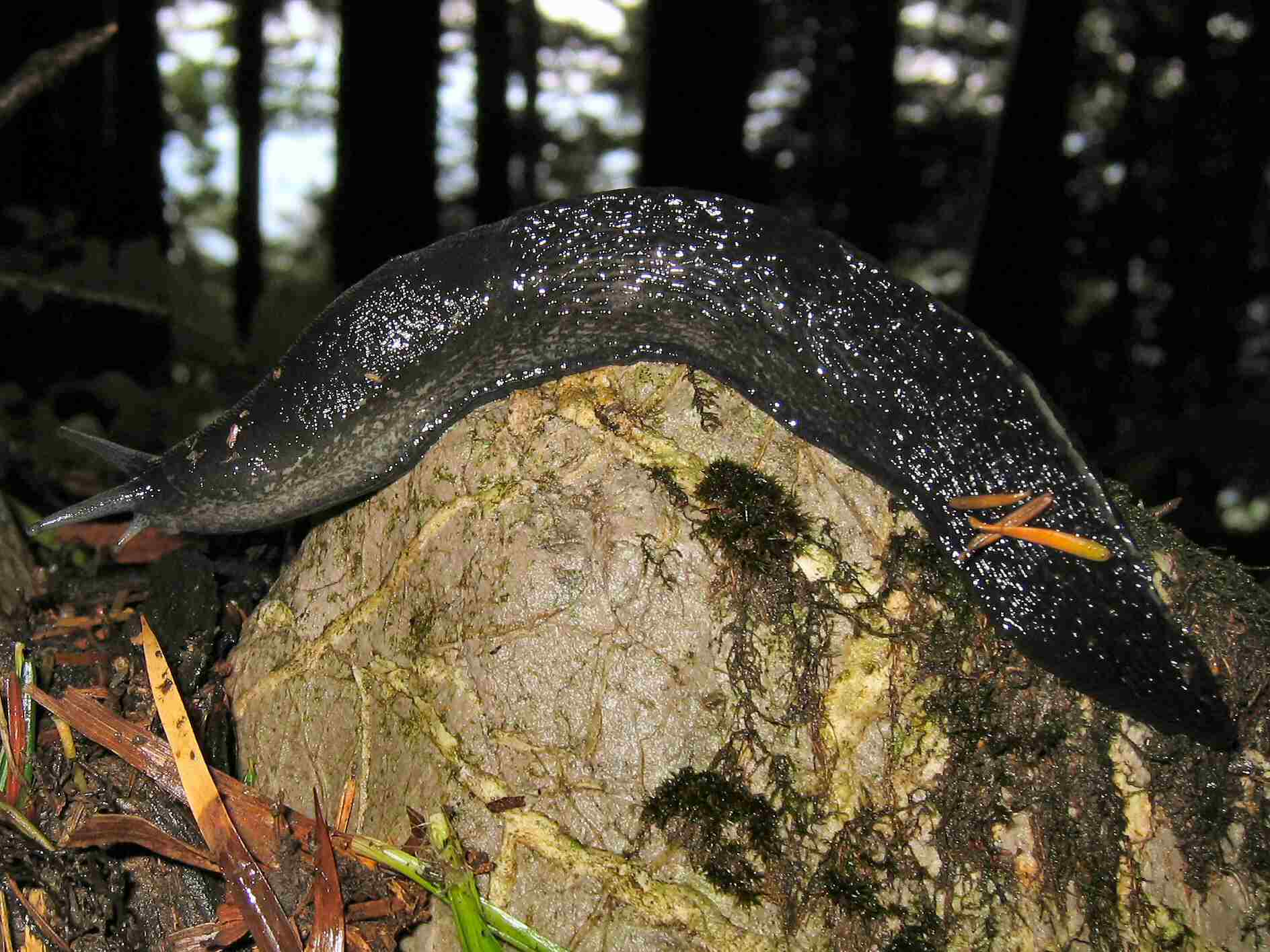
Schwarzgraues Fleckenmuster
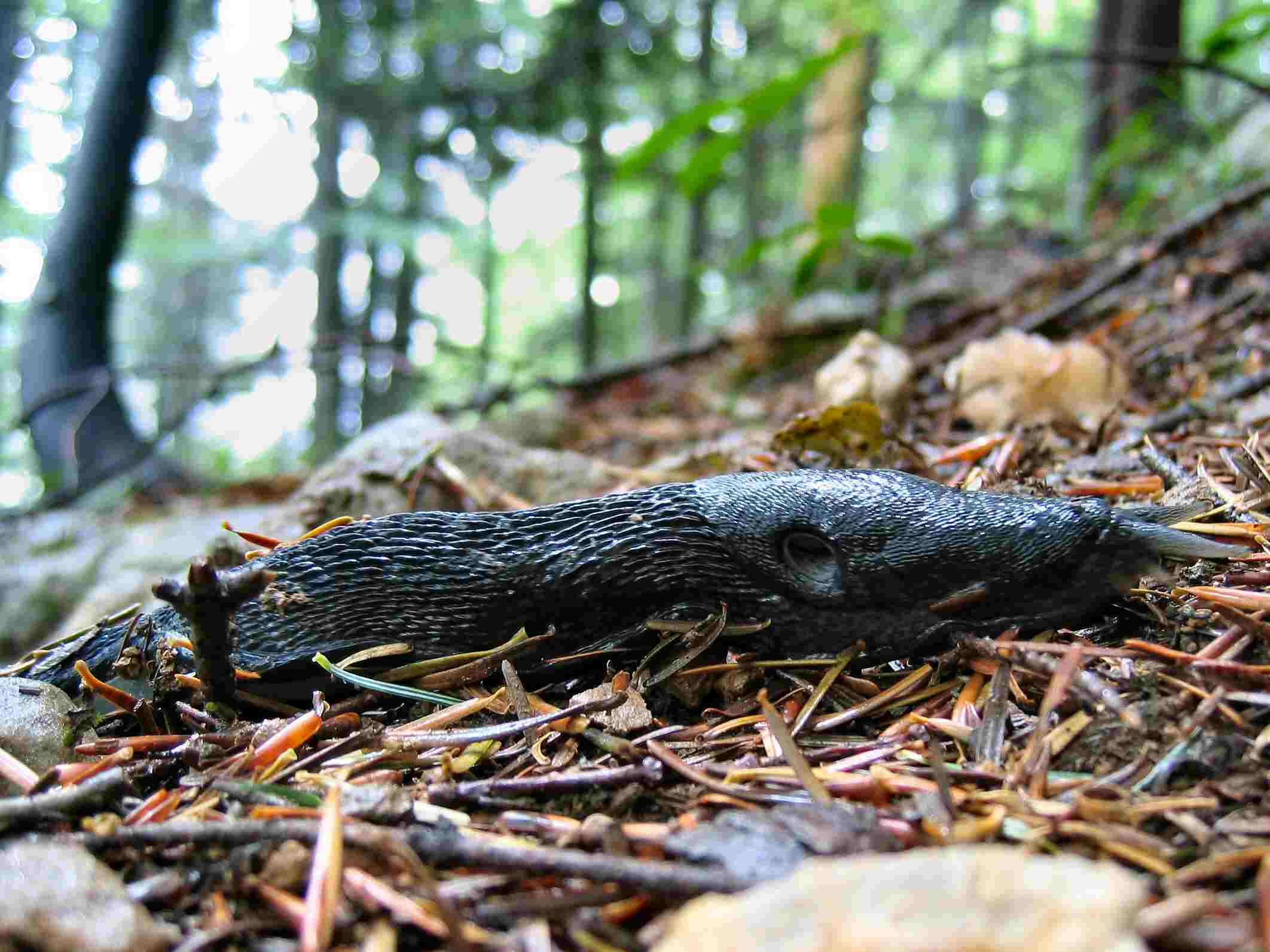
Atemloch u. Musterung Mantelschild
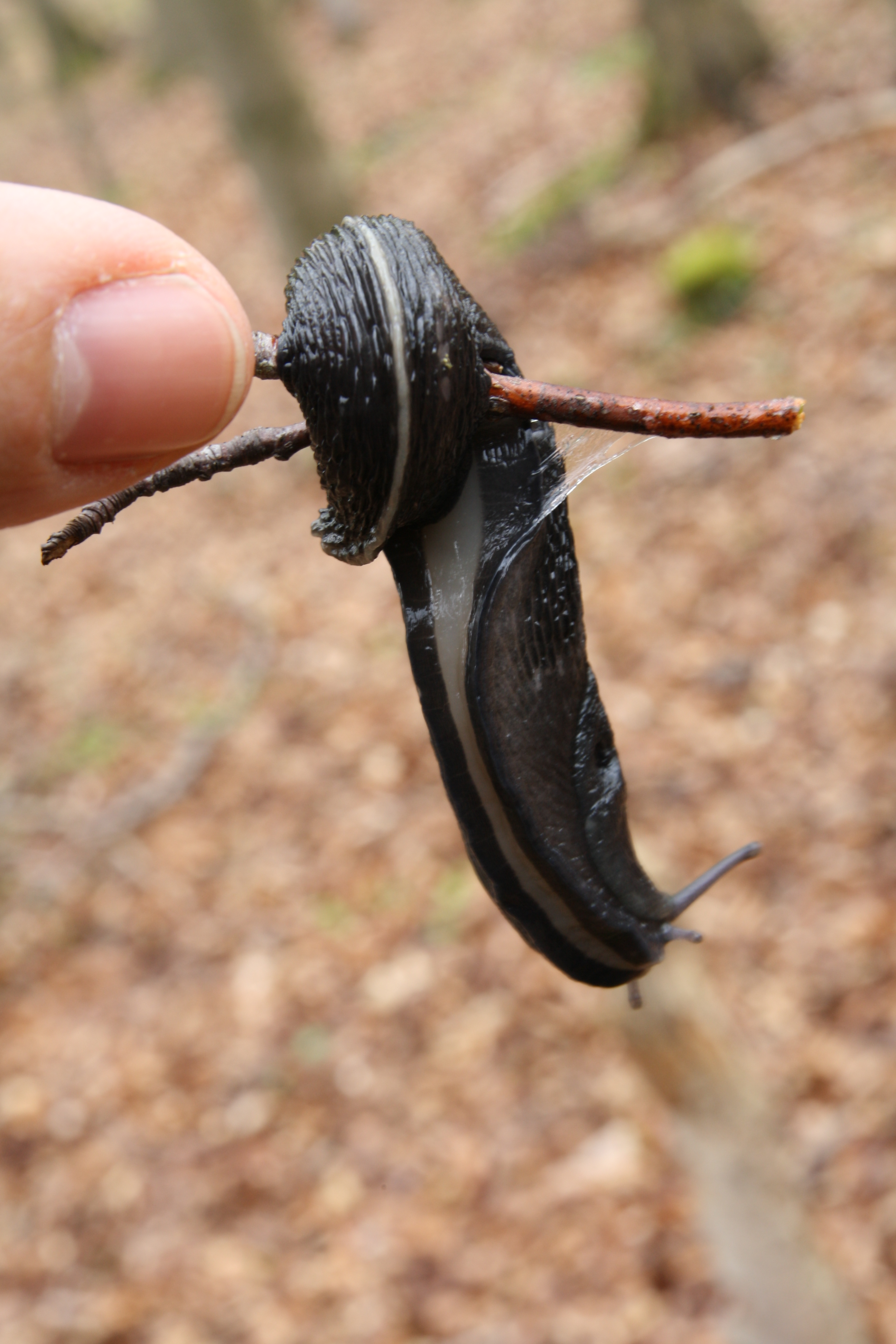
Gestreifte Sohle
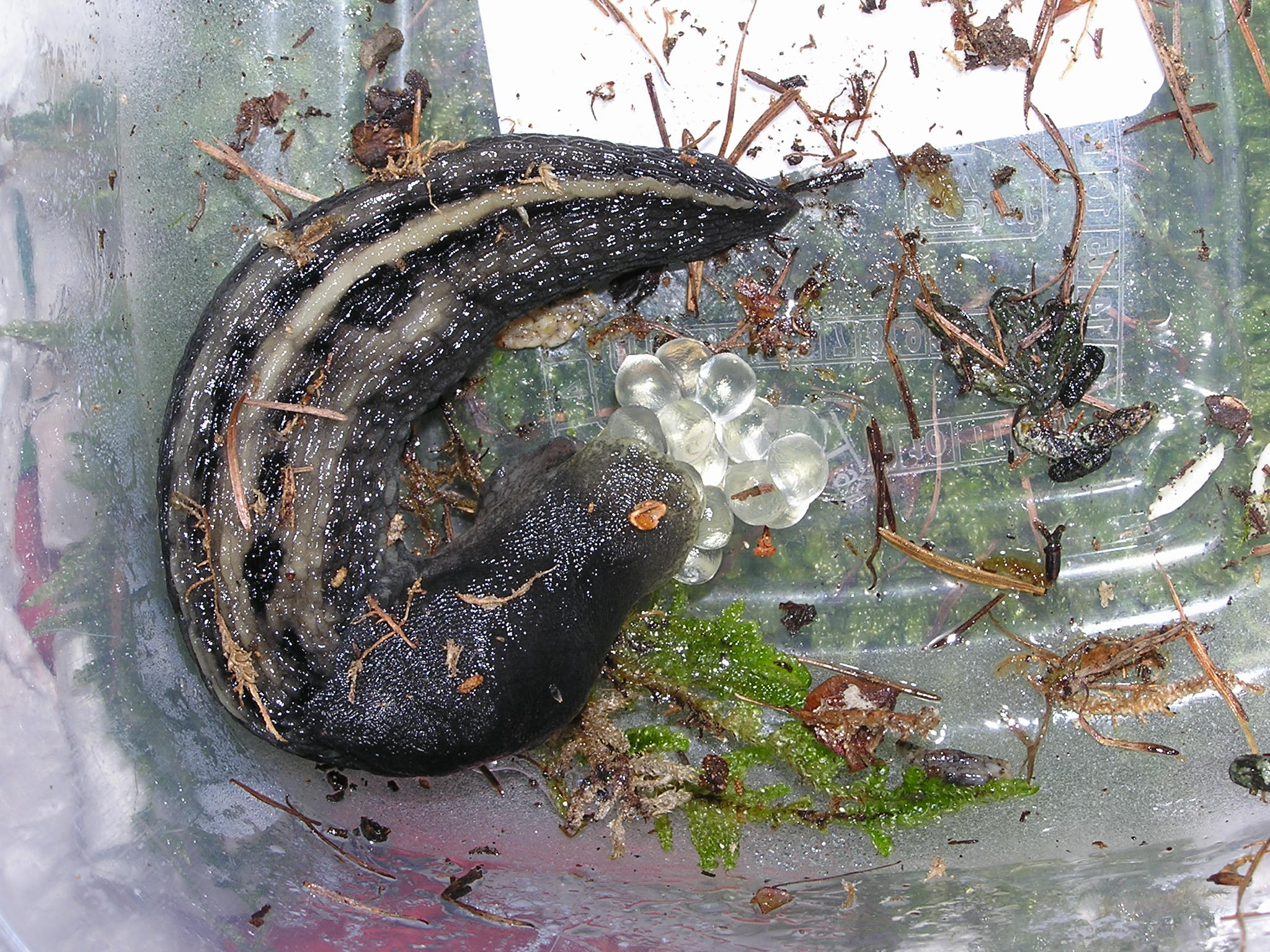
Eigelege
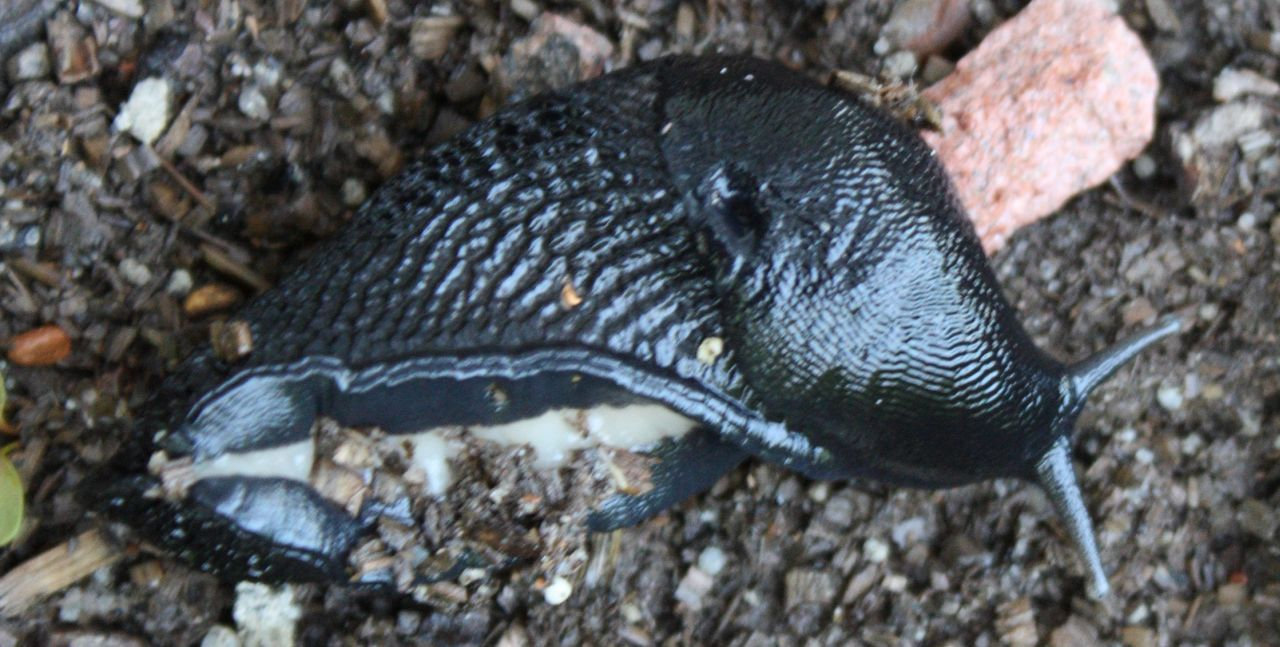

## Belege

### Online
- AnimalBase - Limax cinereoniger
- ÖKOLOGIE-SEITE - Schwarzer Schnegel